# Noorse pui
Een Noorse pui is een prefab gevelvullend bouwelement. Noorse puien werden eerder vooral toegepast in Scandinavische landen. Later werden ze ook gebruikt in landen buiten Scandinavië.
Een Noorse pui is opgebouwd uit een houten raamwerk van stijl- en regelwerk dat zijn stijfheid haalt uit de omliggende constructie en het element zelf. De elementen worden vaak gebruikt in gebouwen die een skeletbouwconstructie hebben. Het is zelf echter geen dragende constructie, het draagt alleen zijn eigen gewicht.

## Opbouw
Noorse pui-elementen zijn vaak opgebouwd uit zo licht mogelijke materialen. Hierbij wordt vaak een raamwerk van houten stijl- en regelwerk gebruikt. Als binnenafwerking wordt in plaats van een zwaar binnenblad, zoals metselwerk, maar slechts een laag gipsplaat gebruikt waar de isolatie tegenaan geplaatst wordt. De gipsplaat zorgt ook voor stabiliteit in het element. Om de isolatie tijdens transport en montage te beschermen tegen regen en andere weersinvloeden wordt vaak tegen de isolatie een waterkerende dampopen folie geplaatst. Wanneer het element geplaatst is wordt het buitenblad als bescherming en afwerking tegen de elementen geplaatst of opgebouwd. Het buitenblad kan variëren van metselwerk tot timmerwerk zoals rabatdelen.